# Kai Cornelius
Kai Cornelius (* 1971) ist ein deutscher Jurist.

## Leben
Von 1990 bis 1993 studierte er Luft- und Raumfahrttechnik (TU Berlin), von 1993 bis 1997 Rechtswissenschaften (Universität Heidelberg) und von 2001 bis 2002 als Ergänzung Rechtsinformatik an der Universität Hannover und der Queen Mary University of London (Master of Laws). Nach der Promotion 2005 bei Thomas Hillenkamp und der Habilitation 2014 durch die Juristische Fakultät der Universität Heidelberg war er seit 2016 Professor an der Universität Regensburg. Aktuell (Stand: Juli 2025) ist er Professor für Strafrecht mit Internationalem Strafrecht an der Universität Hamburg und Richter am Hanseatischen Oberlandesgericht.
Seine Forschungsschwerpunkte sind Besonderheiten des Straf- und Strafprozessrechts in der Informationstechnologie, Wirtschaftsstrafrecht, Medizinstrafrecht und Datenschutzrecht.

## Schriften (Auswahl)
- Vom spurlosen Verschwindenlassen zur Benachrichtigungspflicht bei Festnahmen. Berlin 2006, ISBN 3-8305-1165-5.
- Verweisungsbedingte Akzessorietät bei Straftatbeständen. Tübingen 2016, ISBN 3-16-153673-8.
- mit Thomas Hillenkamp: 32 Probleme aus dem Strafrecht. Allgemeiner Teil. München 2015, ISBN 3-447-05082-9.
- mit Thomas Hillenkamp: 40 Probleme aus dem Strafrecht – Besonderer Teil. München 2020, ISBN 3-8006-5948-4.

## Belege
1. ↑  Webseite auf dem Server der Universität Hamburg

| Personendaten    | Personendaten    |
| ---------------- | ---------------- |
| NAME             | Cornelius, Kai   |
| KURZBESCHREIBUNG | deutscher Jurist |
| GEBURTSDATUM     | 1971             |